# Christella hokouensis
Christella hokouensis là một loài dương xỉ trong họ Thelypteridaceae. Loài này được Ching Holttum mô tả khoa học đầu tiên năm 1976.